# (6450) Masahikohayashi
(6450) Masahikohayashi es un asteroide perteneciente al cinturón de asteroides, región del sistema solar que se encuentra entre las órbitas de Marte y Júpiter.
Fue descubierto el 9 de abril de 1991 por Eleanor F. Helin  desde el Observatorio Palomar.

## Designación y nombre
Designado provisionalmente como 1991 GV1, fue Nombrado en honor a Masahiko Hayashi (n. 1959) quien se desempeñó como profesor de astronomía en el Departamento de Astronomía de la Universidad de Tokio. Su especialidad son los estudios observacionales de la formación de sistemas estelares y planetarios. En 2012 se convirtió en director general del Observatorio Astronómico Nacional de Japón.

## Características orbitales
Masahikohayashi está situado a una distancia media del Sol de 2,539 ua, pudiendo alejarse hasta 3,159 ua y acercarse hasta 1,918 ua. Su excentricidad es 0,244 y la inclinación orbital 8,502 grados. Emplea 1477,67 días en completar una órbita alrededor del Sol.
El último acercamiento a la órbita de Júpiter ocurrió el 21 de septiembre de 1989.

## Características físicas
La magnitud absoluta de Masahikohayashi es 13,66. Tiene 5,988 km de diámetro y su albedo se estima en 0,449.